# 김미경 (1965년)
김미경(金美京, 1965년 7월 5일~)은 대한민국의 정치인이다. 민선 7·8기 서울특별시 은평구청장이다.

## 학력
- 서울수색국민학교(졸업)
- 명지중학교(졸업)
- 정화여자상업고등학교(졸업)
- 한국방송통신대학교(행정학/학사)
- 고려대학교 정책대학원(행정학/석사)
- 추계예술대학교 문화예술경영대학원(문화예술학/박사과정)

## 경력
- 국회의원 이미경 의원실 보좌역
- 2003.04~2006.06 제4대 서울특별시 은평구의회 의원(민선 3기, 서울 은평구 수색동 선거구, 무소속, 초선)
- 민주평화통일자문회의 자문위원
- (사)여성정치세력민주연대 위원
- 열린우리당 서울특별시당 여성위원회 운영위원
- 열린우리당 서울특별시당 청소년특별위원회 부위원장
- 열린우리당 서울특별시당 은평구 갑 당원협의회 운영위원
- 2007. 대통합민주신당 서울특별시당 사무처 여성국장
- 2007.12~2010.04 제5대 서울특별시 은평구의회 의원(민선 4기, 서울 은평구 다 선거구, 대통합민주신당→통합민주당→민주당, 재선)
- 2010.07~2014.06 제8대 서울특별시의회 의원(민선 5기, 서울 은평구 제2선거구, 민주당→민주통합당→민주당→새정치민주연합, 초선)
  - 제8대 서울특별시의회 민주당 협의회 대변인
- 2012.10~2012.12 제18대 대통령 선거 민주통합당 문재인 대통령 후보 서울시민캠프 상임대표
- 2014.07~2018.03 제9대 서울특별시의회 의원(민선 6기, 서울 은평구 제2선거구, 새정치민주연합→더불어민주당, 재선)
  - 제9대 서울특별시의회 도시계획관리위원회 위원장
- 2014.~2015. 새정치민주연합 서울특별시당 대변인
- 더불어민주당 정책위원회 부의장
- 2017.01~2018.06 더불어민주당 중앙당 부대변인
- 2017.08~ 더불어민주당 전국위원회 위원
- 2018.07~ 제20·21대 서울특별시 은평구청장(민선 7·8기, 더불어민주당, 재선)
- 2018.07~ 은평문화재단 이사장
- 2020.10~2022.06 참좋은지방정부협의회 사무총장
- 2022.02~ 참좋은지방정부협의회 수석부회장
- 2022.06~ 한국인권도시협의회 회장
- 2022.06~ 전국 사회연대경제 지방정부협의회 회장
- 2022.06~ 국제사회적경제협의체 (GSEF) 아시아대륙 의장
- 2025.08~ 더불어민주당 대변인

## 역대 선거 결과
|  | 45.3% |

|  | 35.62% |

|  | 55.2% |

|  | 57.58% |

|  | 57.48% |

|  | 66.55% |

|  | 51.76% |

## 소속 정당
| 소속 정당 | 소속 정당      | 소속 기간 | 비고      |
| --------- | -------------- | --------- | --------- |
|           | 무소속         | 2003      | 정계 입문 |
|           | 열린우리당     | 2003~2007 | 창당      |
|           | 대통합민주신당 | 2007~2008 | 합당      |
|           | 통합민주당     | 2008      | 합당      |
|           | 민주당         | 2008~2011 | 당명 변경 |
|           | 민주통합당     | 2011~2013 | 합당      |
|           | 민주당         | 2013~2014 | 당명 변경 |
|           | 새정치민주연합 | 2014~2015 | 합당      |
|           | 더불어민주당   | 2015~현재 | 당명 변경 |